# Charles Lindsay
Pour les articles homonymes, voir Charles Lindsay (artiste) et Lindsay.
L'honorable Charles Hugh Lindsay CB (11 novembre 1816 - 25 mars 1889) est un soldat britannique, courtisan et homme politique conservateur.

## Biographie

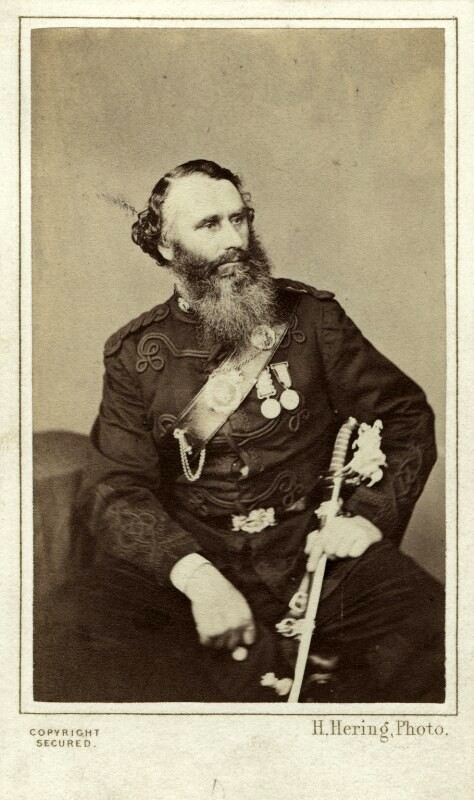
Charles Lindsay par H. Hering

Lindsay est né au château de Muncaster, le troisième fils de James Lindsay (24e comte de Crawford) et l'hon. Maria, fille de John Pennington (1er baron Muncaster). Sir James Lindsay (officier) est son frère aîné.
Il siège comme député d'Abingdon entre 1865 et 1874. Il est également lieutenant-colonel des Grenadier Guards et colonel du St George's Rifle Regiment et sert de groom-in-waiting de la reine Victoria.

## Famille
Lindsay épouse Emilia Anne, fille du très révérend l'hon. Henry Montague Browne, doyen de Lismore, en 1851. Sa fille Violet Manners est artiste. Elle épouse Henry Manners (8e duc de Rutland) et est la mère de Diana Cooper. Emilia Anne est décédée en février 1873. Lindsay lui a survécu de 16 ans et est décédé en mars 1889, à l'âge de 72 ans.